# Condado de Calhoun (Carolina del Sur)
El condado de Calhoun  (en inglés: Calhoun County, South Carolina), fundado en 1908, es uno de los 46 condados del estado estadounidense de Carolina del Sur. En el año 2000 tenía una población de 15 185 habitantes con una densidad poblacional de 15 personas por km². La sede del condado es St. Matthews.

## Geografía
Según la Oficina del Censo, el condado tiene un área total de 1015 km² (391,9 mi²), de la cual 984 km² (379,9 mi²) es tierra y 199 km² (76,8 mi²) es agua.

### Condados adyacentes
- Condado de Richland norte
- Condado de Sumter noreste
- Condado de Clarendon este
- Condado de Orangeburg sur
- Condado de Lexington noroeste

## Demografía
En el 2000 la renta per cápita promedia del condado era de $32 736, y el ingreso promedio para una familia era de $39 823. El ingreso per cápita para el condado era de $17 446. En 2000 los hombres tenían un ingreso per cápita de $31 431 contra $22 267 para las mujeres. Alrededor del 16.20% de la población estaba bajo el umbral de pobreza nacional.

## Lugares

### Ciudades y pueblos
- Cameron
- Creston
- Fort Motte
- Lone Star
- St. Matthews
- Sandy Run